# Список умерших в 1214 году

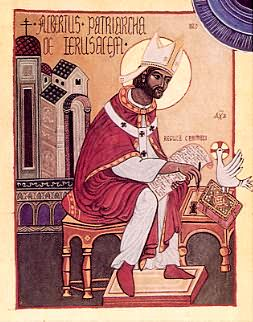
Альберт Авогадро

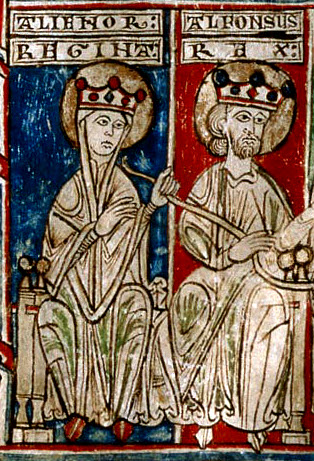
Альфонсо VIII и Элеонора Английская

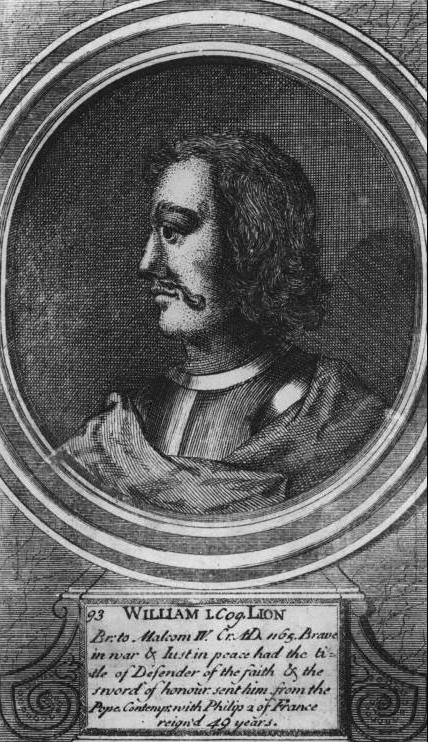
Вильгельм I Лев

В этой статье представлен список известных людей, умерших в 1214 году.
См. также: Категория:Умершие в 1214 году

## Февраль
- 13 февраля — Тибо I — граф Бара (1190—1214), граф Люксембурга, граф де Ла Рош-ан-Арденн, граф Дарбюи 1197—1214)

## Март
- 11 марта — Хависа Омальская — графиня Омальская (1179—1194), графиня-консорт Эссекс (1189), жена Уильям де Мандевиля, 3-го графа Эссекс
- 30 марта — Даниэль II[нем.] — епископ Праги (1197—1214)

## Апрель
- 30 апреля — Пьетро Капуано — Кардинал-дьякон Санта-Мария-ин-Виа-Лата, Кардинал-священник Сан-Марчелло (1200—1214).
- Герих VI — пфальцграф Рейнский (1213——1214)

## Май
- 12 мая — Иоанн II — последний епископ Ростовский, Суздальский и Владимирский (1190—1213), святой православной церкви

## Июнь
- 24 июня — Гилберт Гланвилл[англ.] — епископ Рочестера (1186—1214)

## Июль
- 8 июля — Бернард[англ.] — епископ Карлайла (1203—1214)
- 30 июля — Отто I[нем.] — епископ Гурка (1214)

## Август
- 8 августа — Торе Гуднмундссон[нем.] — архиепископ Нидароса (Норвегии) (1206—1214)
- 18 августа — Педро Фернандес де Кастро эль-Кастельяно, кастильский аристократ, старший майордом (дворецкий) короля Леона Фердинанда II и его сына Альфонсо IX (1191, 1194, 1195—1197, 1204).
- Фердинанд[англ.] — наследник престола в королевстве Леон, сын Альфонсо IX, умер раньше отца.

## Сентябрь
- 14 сентября — Авогадро, Альберт — епископ, латинский патриарх Иерусалима (1204—1214), церковный дипломат и юрист, святой Римско-Католической Церкви
- 16 сентября — Диего Лопес II де Аро — сеньор Бискайи (1170—1214)

## Октябрь
- 6 октября — Альфонсо VIII (58) — король Кастилии (1158—1214)
- 7 октября — Джон де Лейсистер[англ.] — епископ Данкелда (1211—1214)
- 18 октября — Джон де Грей — епископ Нориджа (1200—1214), архиепископ Кентерберийский (1205—1206), епископ Дарема (1214).
- 31 октября — Элеонора Английская — королева-консорт Кастилии (1177—1214), жена Альфонсо VIII.
- Обри де Вер — граф Оксфорд (1194—1214).

## Декабрь
- 4 декабря — Вильгельм I Лев — король Шотландии (1165—1214), граф Нортумбрии (1152—1157), граф Хантингдон (1165—1174)
- 8 декабря — Сасаки Такацуна[англ.] — японский самурай, активный участник войны Гэмпэй, герой литературы и фольклора
- Хокон Безумный — норвежский ярл, один из руководителей партии биркебейнеров во время Эпохи гражданских войн в Норвегии.

## Дата неизвестна или требует уточнения
- Ала ад-Дин Атсыз Гури — султан Гуридской династии (1213—1214), убит.
- Арнольд Любекский, аббат бенедиктинского монастыря Св. Иоанна в Любеке, автор продолжения (1171—1209) «Славянской хроники» Гельмольда из Босау.
- Вахтанг Тагаворазн — армянский князь Атерка и всего Хаченского княжества (1182—1214)
- Вильгельм I (юдекс Кальяри) — юдекс Кальяри (1193—1214)
- Гастон VI Добрый — виконт Беарна, виконт Габардана и виконт Брюлуа (1173—1214), граф Бигорра и виконт Марсана (1196—1214)
- Генрих I Клеман — сеньор дю Мец и д’Аржантан (1170—1214), маршал Франции (1191).
- Гульельмо ди Масса, маркиз ди Масса, судья Кальяри (с 1190).
- Дихай[англ.] — султан Мальдивских островов (1199—1214)
- Навагайозо, Филокало[англ.] — Великий дука Латинской империи и первый латинский правитель Лемноса (1207—1214).
- Неофит Кипрский, монах Кипрской православной церкви, отшельник, основатель и первый настоятель Монастыря святого Неофита, хронист, чьи сочинения документировали раннюю историю Крестовых походов.
- Пьетро I — юдекс Арбореи (1186—1214)
- Стрез — болгарский аристократ, севастократор (1211—1214), убит
- Стэксе[англ.] — литовский князь, погиб в сражении